# نووی ساد
نووی ساد (به صربی: Нови Сад/Novi Sad) مرکز استان خودمختار وویوودینا در شمال صربستان و مرکز اداری ناحیه باچکای جنوبی است.

## نام
نام نووی ساد در زبان صربی به معنی «کوچ‌نشین نو» است. به‌عنوان یک برخوردگاه فرهنگ‌ها و مردمان گوناگون، این شهر دارای چندین نام در زبان‌های مختلف است.
نام‌های رسمی نووی ساد که توسط دولت محلی به‌کار می‌روند:
- صربی: گراد نووی ساد
- مجاری: اویویدک واروس
- اسلواک: مستو نووی ساد
- راسین: گورود نووی ساد

## جغرافیا

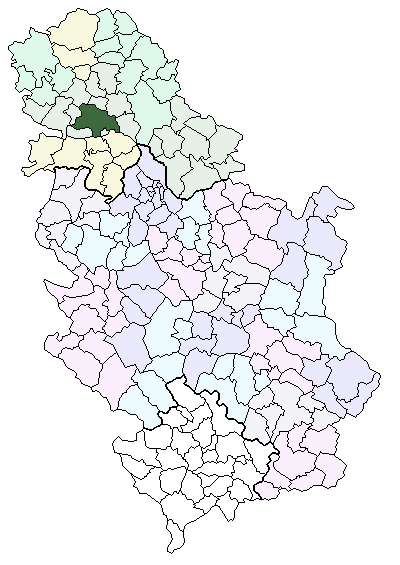

نووی ساد دومین شهر بزرگ صربستان پس از بلگراد است.
بر اساس آخرین سرشماری در سال ۲۰۰۲، این شهر دارای جمعیت ۲۱۶٬۵۸۳ نفر و با احتساب حومه ۲۹۹٬۲۹۴ نفر است.
نووی ساد در مرز مناطق باچکا و سیرمیا، بر کناره رود دانوب جای گرفته‌است.
از زمان بنیان در سال ۱۶۹۴، نووی ساد کانون فرهنگ صربی شد و لقب آتن صربی را بدست آورد.
امروزه نووی ساد یک مرکز بزرگ صنعتی و مالی برای اقتصاد کشور است.

## جمعیت‌شناسی
نووی ساد بزرگ‌ترین شهر در وویوودینا و دومین شهر بزرگ در صربستان (پس از بلگراد) است. از زمان بنیان، جمعیت شهر پیوسته افزوده شده‌است. بر اساس سرشماری سال ۱۹۹۱، ۵۲٫۲٪ جمعیت نووی ساد بین سال‌های ۱۹۶۱ تا ۱۹۹۱ از دیگر بخش‌های وویوودینا، ۱۵٫۳٪ از بوسنی و هرزگوین و ۱۱٫۷٪ از صربستان مرکزی به این شهر مهاجرت کرده بودند.
بر اساس آخرین سرشماری در سال ۲۰۰۲، جمعیت شهر ۲۱۶٬۵۸۳ نفر و همراه با مناطق مسکونی اطراف ۲۹۹٬۲۹۴ نفر بوده‌است.

### ترکیب نژادی
| گروه‌های نژادی در نووی ساد (سرشماری سال ۲۰۰۲) |              |                  |  |  |  |  |  |  |  |
| گروه نژادی                                   | شهر نووی ساد | نووی ساد با حومه |  |  |  |  |  |  |  |
| صرب‌ها                                        | ۷۳٫۹۱٪       | ۷۵٫۵٪            |  |  |  |  |  |  |  |
| مجارستانی‌ها                                  | ۶٫۰۳٪        | ۵٫۲۴٪            |  |  |  |  |  |  |  |
| یوگوسلاوها                                   | ۳٫۶۹٪        | ۳٫۱۷٪            |  |  |  |  |  |  |  |
| اسلواک‌ها                                     | -            | ۲٫۴۱٪            |  |  |  |  |  |  |  |
| کروات‌ها                                      | ۱٫۸۴٪        | ۲٫۰۹٪            |  |  |  |  |  |  |  |
| مونته‌نگرویی‌ها                                | ۲٫۲۳٪        | ۱٫۶۸٪            |  |  |  |  |  |  |  |
| دیگران                                       | ۱۲٫۳۱٪       | ۹٫۹۱٪            |  |  |  |  |  |  |  |
|                                              |              |                  |  |  |  |  |  |  |  |

## شهرهای خواهر خوانده
| تاریخ | کشور  | شهر خواهرخوانده |
| ----- | ----- | --------------- |
| ۲۰۰۷  | ایران | اراک - ایران    |